# Súper Torpe
Súper Torpe, Super T [Super Tonta](Brasil) ou Súper T (Portugal) foi uma série de televisão argentina, exibida no Disney Channel, estreou em 18 de julho de 2011. A série é estrelada por Candela Vetrano e Pablo Martínez. O Sucesso da série foi grande na argentina e os diretores da Disney foram comunicados em favor de uma segunda temporada, que foi exibida no ano de 2012. Diferente do que alguns pensam, a série Súper Torpe não tem nenhuma ligação com a empresa Super T Host. 

## Sinopse
Super Torpe conta as aventuras de Poli Truper, uma adolescente aparentemente comum mas com um dom especial: ela é super poderosa.
Ela tem a má sorte de perder o controle de seus poderes quando seus sentimentos mudam por um garoto chamado Félix, um novo vizinho e novo aluno em sua sala de aula. A escola em que eles estudam é o Red Rose High School em que Poli apronta a suas maiores atrapalhadas. Nos primeiros episódios, Filo mostra à Poli uma fita em que seu pai diz como Poli pode controlar seus poderes, mas a fita têm seu conteúdo apagado por Poli que grava aulas de canto. Uma das partes da fita é recuperada por Filo, o irmão mais novo de Poli, que diz que a identidade de Poli não pode ser revelada à sua mãe. Outra parte da fita diz que chegará uma enviada especial para ajudar Poli com seus poderes e orientá-la em ser uma super heroína. Durante esse mistério, chega uma babá na casa dos irmãos Truper e que, logo após, descobrem ser a enviada. Além desses conflitos, Poli compartilha sua vida e sua paixão por Félix com sua melhor amiga Mia, seu irmão Filo, e sua babá treinadora Chin.

## Personagens

### Principais
- Candela Vetrano como Poli Truper[4]
- Pablo Martínez como Félix Tarner
- Facundo Parolari como Filo Truper
- Olivia Viggiano como Mia Nichols
- Chen Min como Chin Chan

### Secundarios
- Lourdes Mansilla como Anita
- Pia Uribelarrea como Miss Espina
- Fabián Pizzorno como Rafael Tarner
- Adriana Salonia como Gloria Truper
- Nicole Luis como Amora (a partir daSegunda Temporada)

### Estrelas convidadas
- Rocío Igarzábal como Lucía (Segunda Temporada, episodio "A Professora de Canto" nº24)
- Sofía Reca como "Nova Efermeira"

## Episódios
| Temporada | Temporada | Episódios | Estreia original                              | Estreia brasileira                            |
| --------- | --------- | --------- | --------------------------------------------- | --------------------------------------------- |
|           | 1         | 30        | 18 de Julho de 2011 -23 de Agosto de 2011     | 4 de novembro de 2011 - 8 de Dezembro de 2011 |
|           | 2         | 30        | 24 de Agosto de 2011 - 28 de Setembro de 2011 | 9 de Dezembro de 2011 - 17 de Janeiro de 2012 |

## Curiosidades
Rocío Igarzábal,Pablo Martínez e Candela Vetrano trabalharam juntos em Quase Anjos como membros da banda Man! e interpretavam respectivamente: a órfã rebelde Valeria Gutierrez (a Vale); o rico Simon Bruno Arrechavaleta (que foi um personagem de grande destaque na reta final da trama, pois foi o responsável pela salvação da vida de seus amigos com seu "sacrificio" na quarta temporada) e a patricinha Stefy Elordi.